# Zeros orientalis
Zeros orientalis är en tvåvingeart som beskrevs av Ichiro Miyagi 1977. Zeros orientalis ingår i släktet Zeros och familjen vattenflugor. Inga underarter finns listade i Catalogue of Life.